# Вилрейк
Ви́лрейк (старая орфография: Wilrijck) — бывшая коммуна во Фламандском регионе Бельгии, является районом муниципалитета и города Антверпена. Вилрейк был отдельным муниципалитетом до 1 января 1983 года; находился в составе расширенного муниципалитета Антверпена до 2000 году и стал одним девяти районов крупнейшего города Фландрии.
Этот пригород также известен как Деревня коз, вследствие того, что в нём проводится Парад коз. Каждые пять лет этот парад привлекает большое количество туристов, последний состоялся 19 сентября 2010 года.
Вероятно, люди жили в окрестностях Вилрейка уже около 600 года до н. э. В 1003 году появился первый документ, в котором было упомянуто название uuilrika. Этот документ говорит о существовании к 743 году нашей эры общины, расположенной вокруг центральной площади 'Wilrijk', которая называется Bist. Треугольная форма Bist говорит о франкском прошлом Вилрейка. Одна из современных теорий заключается в том, что название Вилрейк на самом деле происходит от галло-римского слова Villariacum («Часть римской виллы»). Доказательства существования римской виллы были найдены в соседнем селе Контих.

## Известные люди
- Констант де Декен (1852—1896), миссионер, первооткрыватель
- Рик ван Линден (род. 1949), велосипедист
- Берт Йорис (род. 1957), трубач, композитор, аранжировщик
- Ян Лейерс (род. 1958), певец
- Карл Вербракен (род. 1950), композитор